# Аносов, Фёдор Васильевич

Слева направо: заместитель главного конструктора гидротурбин В. М. Малышев, главный конструктор гидротурбин Г. С. Щёголев, начальник лаборатории водяных турбин Ф. В. Аносов, начальник участка сборки гидротурбин С. И. Гойцхоки.

Фёдор Васильевич Ано́сов (04(17).02.1911—18.06.1992) — советский инженер, проектировщик гидротурбин, лауреат государственных премий.

## Биография
Родился в с. Сарай Сараевского уезда Рязанской губернии.
Ученик токаря в Ленинградском институте труда (1927—1928), токарь завода "Большевик (1928), токарь Ленинградского Металлического завода (ЛМЗ) им. И. В. Сталина (1928—1930), токарь завода «Двигатель» (1930).
С 1930 г. учился в Ленинградском электротехническом институте. По специальному набору переведён на энергетический факультет Новочеркасского индустриального института им. С. Г. Орджоникидзе, окончил его в 1935 г. по специальности «Проектирование, монтаж и эксплуатация электротехнического оборудования гидроэлектростанций».
С 1935 по 1975 год работал на Ленинградском металлическом заводе: инженер-конструктор, старший инженер-конструктор, начальник бюро исследований конструкций гидротурбин, с 1945 г. — начальник лаборатории гидротурбин.
В 1942—1944 гг. в эвакуации в г. Верхняя Салда Свердловской области, работал старшим инженером по обслуживанию гидроэлектростанций.
Специалист в области гидравлических исследований, расчетов и определения параметров для конструирования гидротурбин. Участвовал в проектировании первых гидротурбин гидроэлектростанций канала им. Москвы (1936), поворотно-лопастных гидротурбин Иваньковской и Рыбинской ГЭС.
Руководил разработкой проточной части турбин Днепровской, Камской, Цимлянской, Гюмушской, Волжской им. В. И. Ленина,
Братской и Красноярской ГЭС.

## Награды и премии
- Сталинская премия первой степени (1950) — за разработку конструкций, изготовление и пуск в эксплуатацию новых усовершенствованных гидротурбин мощностью 102 000 л. с. для Днепрогэса имени В. И. Ленина
- Государственная премия СССР (1967) — за создание сверхмощных радиально-осевых гидротурбин для Братской ГЭС.

## Соавтор книг
- Гидроэнергетическое и вспомогательное оборудование гидроэлектростанций [Текст] : справ. пособие: В 2-х т. / Абдурахманов Л. Ф.,Ананьин Б. Н.,Аносов Ф. В.;Под ред. Ю. С. Васильева, Д. С. Щавелева. — М. : Энергоатомиздат, 19 — . — Авт. указ. на обороте тит. л. Т. 2 :
- Вспомогательное оборудование гидроэлектростанций. — 1990. — 336 c. : ил. — 3500 экз. — ISBN 5-283-01988-8,ISBN 5-283-01965-9
- Модельные исследования гидротурбин [Текст] / Ф. В. Аносов [и др.]; под ред. В. М. Малышева. — Л. : Машиностроение, 1971. — 285, [1] c. : рис., табл.